# حسین‌آباد ۲ (جیرفت)
حسین‌آباد۲ روستایی در دهستان گور بخش ساردوئیه شهرستان جیرفت استان کرمان ایران است.

## جمعیت
بر پایه سرشماری عمومی نفوس و مسکن در سال ۱۳۹۵ جمعیت این مکان ۲۹ نفر (۱۰خانوار) بوده‌است.